# Don Quijote (film din 1957)
Don Quijote (titlul original: în rusă Дон Кихот, transliterat: Don Kihot) este un film dramatic sovietic, realizat în 1957 de regizorul Grigori Kozințev, după romanul omonim a scriitorului Miguel de Cervantes, protagoniști fiind actorii Nikolai Cerkasov, Iuri Tolubeev, Serafima Birman și Liudmila Kasinova. 

## Distribuție
- Nikolai Cerkasov – Don Quijote de la Mancha / Alonso Quijano
- Iuri Tolubeev – Sancho Panza
- Serafima Birman – guvernanta
- Liudmila Kasinova – Aldonsa
- Svetlana Grigorieva – nepoata
- Vladimir Maksimov – preotul
- Viktor Kolpakov – bărbierul
- Tamilla Agamirova – Altisidora
- Gheorghi Vițin – Sanson Carrasco
- Galina Volcek – Maritorne
- Bruno Freindlich – contele
- Lidia Vertinskaia – contesa
- Aleksandr Beniaminov – ciobanul

## Premii și nominalizări
- 1957 selectat pentru Palm d'Or la Festivalul de Film de la Cannes.[1]
- 1958 Festivalul Unional de Film din Moscova
  - Premiul I pentru cea mai bună imagine lui Andrei Moskvin
  - Premiul II pentru cel mai bun regizor lui Grigori Kozințev
  - Premiul III pentru cel mai bun film artistic